# Dasippia didugana
Dasippia didugana är en fjärilsart som beskrevs av Max Wilhelm Karl Draudt 1932. Dasippia didugana ingår i släktet Dasippia och familjen tandspinnare. Inga underarter finns listade i Catalogue of Life.